# Neal Edward Smith
Pour les articles homonymes, voir Neal Smith et Smith.
Neal Edward Smith, né le 23 mars 1920 à Hedrick (Iowa) et mort le 2 novembre 2021 à Des Moines, est un homme politique américain. Membre du Parti démocrate de l'Iowa, il est élu à la Chambre des représentants des États-Unis de 1959 à 1995.

## Biographie
Dans sa jeunesse, Neal Smith fréquente les écoles de Packwood dans l'Iowa. Il sert dans l'armée de l'air durant la Seconde Guerre mondiale et est décoré de la Purple Heart, de l'Air Medal et de neuf Battle Stars. Après l'armée, il est diplômé de l'université Drake en 1950 et devient avocat. Il préside les jeunesses démocrates américaines de 1953 à 1955.
Smith est élu à la Chambre des représentants des États-Unis en 1958. Il est réélu représentant à 17 reprises avant d'être battu par le républicain Greg Ganske lors de la révolution républicaine de 1994. Il est alors l'élu de l'Iowa ayant siégé le plus longtemps à la Chambre des représentants. Au Congrès, il préside la commission sur les dépenses de campagnes (1973-1975) et celle sur les petites entreprises (1977-1981). Il est également l'auteur d'un amendement anti-népotisme, adopté en 1967, qui interdit aux officiers publics de nommer des membres de leur famille à un poste public sous leur autorité. Cette interdiction s'applique tant au président des États-Unis qu'aux membres du Congrès.
Smith reprend par la suite son activité d'avocat à Des Moines. Le Neal Smith National Wildlife Refuge (en) est nommé en son honneur.
Smith meurt le 2 novembre 2021 à l'âge de 101 ans.